# Jönköpings länstrafik

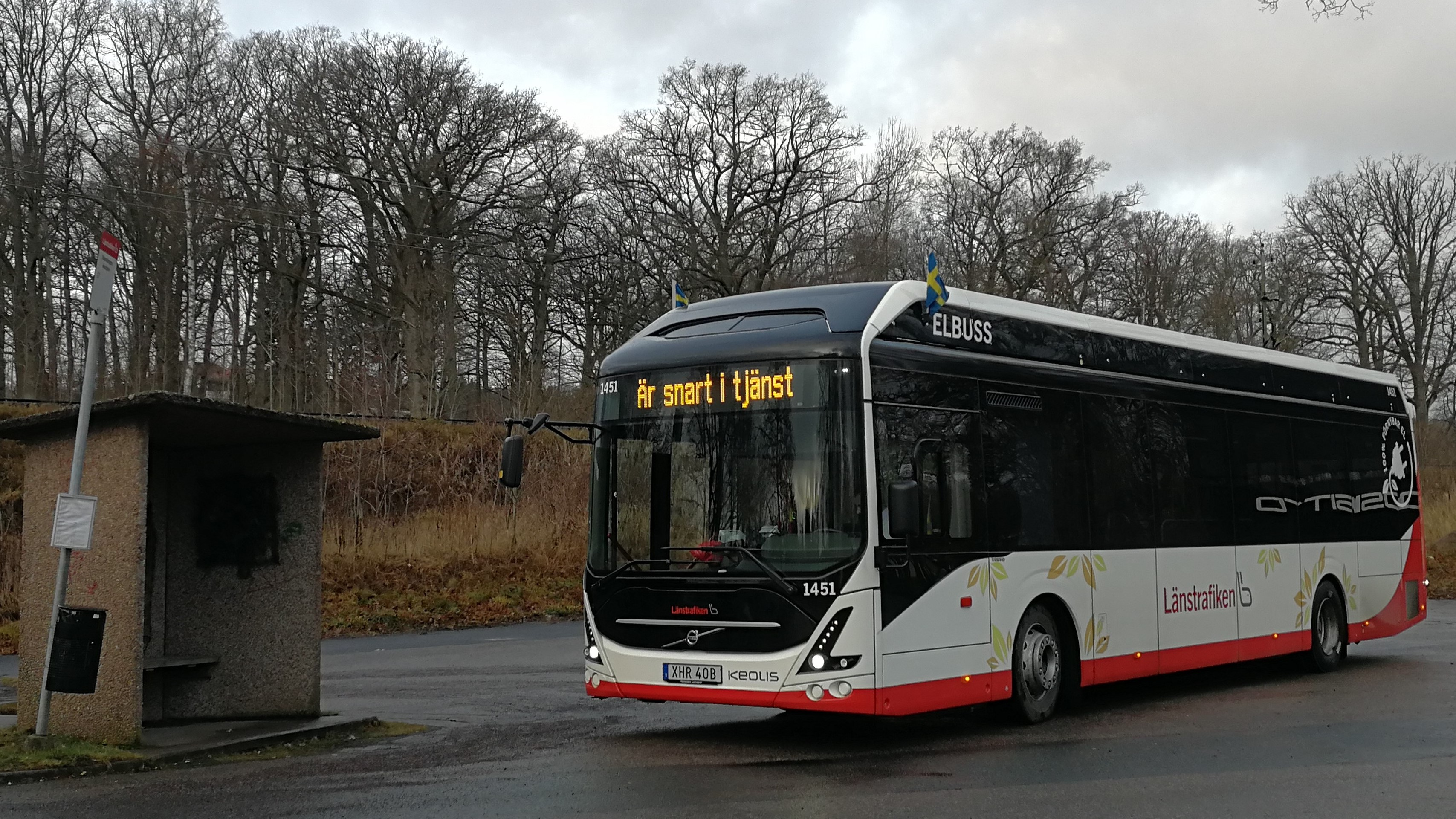
Elbuss av modellen Volvo 7900 Electric 12m på Strandängen

Jönköpings Länstrafik (JLT) är en förvaltning inom Region Jönköpings län, som är trafikhuvudman i Jönköpings län. Trafiken utförs på entreprenad av ungefär 25 trafikföretag, bland andra Vy Buss för tätortstrafiken i Jönköping. Totalt kör cirka 260 bussar under ledning av Jönköpings Länstrafik, varav ungefär 100 kör tätortstrafik.

## Historik
Jönköpings Länstrafik AB, bildat 1980, var ett region- och kommunägt aktiebolag, som 2012 ombildades till en förvaltning inom Jönköpings läns landsting. 
Trafiken utfördes på entreprenad av ungefär 25 trafikföretag, bland andra Swebus och Arriva som stod för all tätortstrafik i Jönköping. År 2008 tog Arriva över Swebus trafik till tätorterna. Totalt körde cirka 260 bussar under ledning av länstrafiken, varav ungefär 110 körde tätortstrafik. År 2011 tog Keolis över Jönköpings tätortstrafik och 2021 togs den över av Vy Buss.

## Länståg i Jönköpings län
Följande järnvägslinjer finns där Jönköpings länstrafiks kort gäller:
- Göteborg/Skövde - Falköping - Jönköping - Nässjö (Västtåg)
- Jönköping - Nässjö - Alvesta - Växjö (Krösatågen)
- Jönköping - Nässjö - Tranås (Krösatågen)
- Eksjö - Nässjö (-Jönköping) (Krösatågen)
- Jönköping/Nässjö – Värnamo - Halmstad (Krösatågen)
- Värnamo - Alvesta - Växjö (Krösatågen)
- Nässjö – Vetlanda (Krösatågen)

Periodkort gäller även på Kust till kusttågen mellan stationerna Hestra, Gnosjö och Värnamo (Kust till kust)

## Jönköpings tätortstrafik
Tätortstrafiken i Jönköping består av fyra stombusslinjer, Citybussarna, som bildar stommen i lokaltrafiken, och tio andra stadsbusslinjer. 

### Stombusslinjer
Citybussarna i Jönköping inrättades i juni 1996 med stomlinje 1 och 2, och var ett av en tidig realisering av principen "Tänk spårvagn – kör buss" i Sverige, med några utvalda linjer med hög turtäthet. Linjenätet har en förhållandevis hög andel busskörfält och kollektivtrafiksignaler. Bussarna kör också genare sträckningar jämfört med tidigare. En tredje stomlinje tillkom 2001. Linjernas färger (och i viss mån linjesträckning) påminner om spårvägslinjerna som fanns i Jönköping.  
Från och med juni 2011 kördes samtliga stomlinjer med biogasdrivna ledbussar. År 2021 tog Vy Buss AB över stadstrafiken efter Keolis, och i samband med övertagandet infördes bland annat en fjärde stomlinje och också elbussar på samtliga stombusslinjer.
| Linje | Sträckning | Turtäthet i högtrafik (06:00 →) | Turtäthet i lågtrafik (20:00 →) | Turtäthet helgdagar | Busstyp                     |
| ----- | --- | ------------------------------- | ------------------------------- | ------------------- | --------------------------- |
| 1     | Råslätt – Torpa – Rådhusparken - Undergången – Elmia - Österängen – Viktoriaplan                                                   | 6-10 min                        | 20 min                          | 15-20 min           | Volvo 7900 Electric ledbuss |
| 2     | Hisingsängen — Dalvik – Talavid – Rådhusparken – Undergången – Ekhagen – Öxnehaga                                                  | 6-10 min                        | 20 min                          | 15-20 min           | Volvo 7900 Electric ledbuss |
| 3     | Tokarp – Torpa – Rådhusparken – Vedtorget – Asecs - Ryhov – Ljungarum – Råslätt                                                    | 10 min                          | 20 min                          | 15-20 min           | Volvo 7900 Electric ledbuss |
| 4     | Vätterslund - Dunkehalla – Talavid – Rådhusparken - Gamla flygfältet - Ryhov - Asecs – Ekhagen - Elmia - Vättersnäs - Viktoriaplan | 10 min                          | 20 min                          | 15-20 min           | Volvo 7900 Electric ledbuss |

### Stadsbusslinjer
Utöver de fyra stomlinjerna finns ytterligare 10 stadsbusslinjer i Jönköping med närmaste omnejd, med nummer 11–37. Linjerna körs med 12 m bussar och 18 m ledbussar som drivs av biogas samt kompletterande el. (Undantag för linje 17 och dess två 12 m elbussar.) 
| Linje | Sträckning                                                               | Turtäthet i högtrafik (06:00* – 09:30, 14:30 – 17:30) | Turtäthet i mellantrafik (09:30 – 14:30) | Turtäthet i lågtrafik (17:30 →) | Turtäthet helgdagar | Busstyp                                                 |
| ----- | ------------------------------------------------------------------------ | ----------------------------------------------------- | ---------------------------------------- | ------------------------------- | ------------------- | ------------------------------------------------------- |
| 11    | Ekhagen – Centrum – Dalvik – Samset -Mariebo                             | 20 min                                                | 20 min                                   | 30 min                          | 30 min              | Mercedes Citaro C2 NGT Hybrid 12m                       |
| 15    | Öxnehaga - Söder, Huskvarna - Esplanaden                                 | 20 min                                                | 20–40 min                                | 20–40 min                       | 30–60 min           | Mercedes Citaro C2 G NGT Hybrid 18m                     |
| 16    | Egna Hem - Viktoriaplan, Huskvarna - Petersberg - Stensholm – Fagerslätt | 20 min                                                | 20 min                                   | 30 min                          | 30 min              | Mercedes Citaro C2 NGT Hybrid 12m                       |
| 17    | Strandängen - Centrum – Asecs                                            | 30 min                                                | 30 min                                   | 30 min                          | 30 min              | Volvo 7900 Electric 12m                                 |
| 24    | Centrum - Råslätt – Barnarp – Torsvik - Hyltena                          | 20 min                                                | 20 min                                   | 30 min                          | 30 min              | Mercedes Citaro C2 G NGT Hybrid 18m                     |
| 27    | Månsarp - Taberg – Norrahammar — Råslätt – Centrum – Skänkeberg          | 10 min                                                | 20 min                                   | 30 min                          | 30 min              | Mercedes Citaro C2 G NGT Hybrid 18m                     |
| 28    | Centrum - Hovslätt — Norrahammar – Flahult                               | 10 min                                                | 20 min                                   | 30 min                          | 30 min              | Mercedes Citaro C2 G NGT Hybrid 18m                     |
| 31    | Resecentrum – Mariebo – Hedenstorp — Flygplatsen (–Axamobadet)           | 30 min                                                | 60 min                                   | Enstaka avgångar                | 60 min              | Mercedes Citaro C2 NGT Hybrid 12m                       |
| 35    | Snabbuss Jönköping – Huskvarna - Stensholm - Fagerslätt                  | 20 min                                                |                                          | –                               | –                   | Mercedes Citaro C2 NGT Hybrid 12m                       |
| 37    | Snabbuss Centrum – Torsvik – Taberg                                      | 30 min                                                | 30 min                                   | 30 min                          | 30 min              | Mercedes Citaro C2 NGT Hybrid 12m & C2 G NGT Hybrid 18m |

*Linjerna 11, 15, 16, 17, 24, 27, 28, 37 trafikeras även med turer innan 06:00.
Linjerna 26 samt 29, som tidigare trafikerade området Bankeryd, lades ner 2020 och ersattes med regionbusslinjerna 112 respektive 111. I juni 2023 lades linje 111 ned.

### Bussar på stomlinjerna genom tiderna
- Neoplan N4021 (1996-2001, linje 1 och 2 och 16). Dessa bussar förflyttades senare till Stockholm.
- Scania OmniCity (2001-2011, linje 1, 2, 3, 11 och 16) Ersatta av MAN Lion's City A23 ledbussar.
- MAN A21 CNG (2008-2011, linje 2, 11 och 16) Ersatta av MAN Lion's City A23 ledbussar.
- MAN Lion's City A23 CNG (juni 2011-2021, linje 1, 2 och 3). I samband med bytet till Mercedes-Benz Citaro NGT Hybrid flyttades majoriteten av bussarna till andra trafikområden inom Keolis. Ett mindre antal fortsatte användas på linje 1, 2, 3, 27 och 28.
- Mercedes-Benz Citaro C2G Hybrid (2019-2021, linje 1, 2 och 3)
- Volvo 7900EA (Electric Articulated) (Juni 2021-, linje 1, 2, 3 & 4)

## Övrig tätortstrafik
Stadsbusslinjer finns också i Nässjö och Värnamo. I Nässjö körs stadstrafiken av Reinholds Buss och i Värnamo av Connect Bus (f.d. Karlssonbuss). Tre stadsbusslinjer - 40, 41 och 42, som dessutom var avgiftsfria, fanns i Tranås fram till sommaren 2023. De kördes då av Aneby Buss. Linjerna lades därefter ned på grund av för få resande, vilket medförde att även den avgiftsfria kollektivtrafiken i Tranås kommun avskaffades. 
| Linje | Sträckning                             |
| ----- | -------------------------------------- |
| 50    | Rörstorp - Värnamo centrum – Sjukhuset |
| 61    | Nässjö centrum – Norrboda              |
| 62    | Nässjö centrum – Handskeryd            |
| 63    | Nässjö centrum – Målen – Åker          |
| 64    | Nässjö centrum – Träcentrum – Sörängen |
| 67    | Skoltur Brinellgymnasiet               |
| 71    | Huskvarna Norrängen*                   |
| 72    | Huskvarna Söder*                       |

*Linjerna 71 och 72 körs som beställningstrafik med färdtjänstbussar.

## Regionbuss
Det finns 66 regionbusslinjer med tresiffriga nummer, inklusive busslinjer som sträcker sig in i Jönköpings län men som ej upphandlas av JLT. Trafikföretagen som kör regionbussarna består av medlemsbolag i samverkansorganisationen Buss i Väst AB (Bivab), med undantag av Connect Bus, Flexbuss (Visingsö), och busslinjerna som ej upphandlas av JLT. 
Regionbusstrafiken i Jönköpings län är indelad i sex trafikområden som täcker olika delar av länet och olika linjer. Vid upphandling av trafiken upphandlas dessa trafikområden oberoende av varandra. Trafikområden 1, 2, 3, 4, 6 trafikeras av medlemsbolag i Bivab, och trafikområde 5 trafikeras av Connect Bus.  
| Trafikområde | Huvudsakliga områden                                     | Bussbolag                                                           |
| ------------ | -------------------------------------------------------- | ------------------------------------------------------------------- |
| 1            | Bankeryd, Habo, Mullsjö, Bottnaryd, Tenhult              | Omnibuslinjen Habo-Hjo, Einar Gustavssons Busstrafik                |
| 2            | Gränna, Aneby, Tranås                                    | Carlsteins Trafik, Aneby Buss                                       |
| 3            | Nässjö (även stadstrafik), Eksjö, Malmbäck, Mariannelund | Reinholds Buss, BD Bussresor                                        |
| 4            | Vrigstad, Sävsjö, Vetlanda                               | Lysekils Busstrafik                                                 |
| 5            | Vaggeryd, Värnamo, Rydaholm                              | Connect Bus (Karlssonbuss i Vaggeryd AB, nu uppköpt av Connect Bus) |
| 6            | Gislaved, Gnosjö, Smålandsstenar                         | Vårgårdabuss                                                        |

| Linje | Sträckning                                                         | Busstyp                                                                                                   | Trafikbolag                                          | Trafikområde   |
| ----- | ------------------------------------------------------------------ | --- | ---------------------------------------------------- | -------------- |
| 112   | Länssjukhuset Ryhov - Asecs - Centrum - Bankeryd                   | Volvo 8900LE & Scania OmniExpress                                                                         | Omnibuslinjen Habo-Hjo                               | 1              |
| 113   | Länssjukhuset Ryhov - Jönköping Centrum - Habo - Furusjö - Mullsjö | Volvo 8900, Scania OmniExpress & Setra MultiClass S 417 UL                                                | Omnibuslinjen Habo-Hjo, Einar Gustavssons Busstrafik | 1              |
| 114   | Habo - Bankeryd - Jönköping Centrum - Länssjukhuset Ryhov          | Volvo 8900LE & Scania OmniExpress                                                                         | Omnibuslinjen Habo-Hjo                               | 1              |
| 115   | Habo - Fagerhult - Brandstorp                                      | Volvo 8900 & Scania OmniExpress                                                                           | Omnibuslinjen Habo-Hjo                               | 1              |
| 116   | Jönköping - Mullsjö                                                | Volvo 8900 & Scania OmniExpress                                                                           | Omnibuslinjen Habo-Hjo                               | 1              |
| 119   | Nässjö-Tenhult-Huskvarna                                           | Scania InterLink LD                                                                                       | BD Bussresor, Reinholds Buss                         | 3              |
| 120   | Gränna-Tranås                                                      | Volvo 8900, Iveco Crossway, Setra S 416 LE Business, Scania OmniExpress                                   | Carlsteins Trafik, Aneby Buss                        | 2              |
| 121   | Gränna-Jönköping                                                   | Volvo 8900LE                                                                                              | Carlsteins Trafik                                    | 2              |
| 122   | Jönköping-Gränna via motorvägen                                    | Volvo 8900                                                                                                | Carlsteins Trafik                                    | 2              |
| 124   | Jönköping-Aneby                                                    | Volvo 8900, Iveco Crossway, Setra S 416 LE Business, Scania OmniExpress                                   | Carlsteins Trafik, Aneby Buss                        | 2              |
| 126   | Öasvängen Visingsö Visingsö hamn - Visingsö Erstad - Visingsö hamn | Optare Solo Electric                                                                                      | Flexbuss                                             | 2              |
| 130   | Jönköping-Tenhult(-Malmbäck)                                       | Volvo 8900LE & Scania OmniExpress                                                                         | Omnibuslinjen Habo-Hjo                               | 1              |
| 131   | Jönköping-Bottnaryd                                                | Setra MultiClass S 417 UL                                                                                 | Einar Gustavssons Busstrafik                         | 1              |
| 132   | Jönköping-Hestra-Gislaved                                          | Scania InterLink LD                                                                                       | Vårgårdabuss                                         | 6              |
| 135   | Jönköping-Norrahammar-Torsvik-Stigamo-Vaggeryd                     | Volvo 8900, Setra MultiClass S 416/417 UL                                                                 | Connect Bus                                          | 5              |
| 136   | Hestra-Gnosjö-Vaggeryd-Hok                                         | Volvo 8900, Setra MultiClass S 416/417 UL                                                                 | Connect Bus                                          | 5              |
| 141   | Jönköping-Vrigstad-Sävsjö                                          | Scania InterLink LD                                                                                       | Lysekils Busstrafik                                  | 4              |
| 142   | Rörvik-Vrigstad-Sävsjö                                             | Scania InterLink LD                                                                                       | Lysekils Busstrafik                                  | 4              |
| 150   | Eksjö-Aneby-Tranås                                                 | Volvo 8900, Iveco Crossway, Setra S 416 LE Business, Scania OmniExpress                                   | Aneby Buss                                           | 2              |
| 155   | Tranås-Sommen                                                      | Volvo 8900, Iveco Crossway, Setra S 416 LE Business, Scania OmniExpress                                   | Aneby Buss                                           | 2              |
| 160   | Aneby-Frinnaryd-Sunhultsbrunn/Gripenberg-Tranås                    | Volvo 8900, Iveco Crossway, Setra S 416 LE Business, Scania OmniExpress                                   | Aneby Buss                                           | 2              |
| 202   | Gislaved-Bredaryd-Värnamo                                          | Scania Citywide Suburban                                                                                  | Vårgårdabuss                                         | 6              |
| 235   | Gislaved-Smålandsstenar                                            | Scania Citywide Suburban                                                                                  | Vårgårdabuss                                         | 6              |
| 238   | Hillerstorp-Forsheda                                               | Volvo 8900, Setra MultiClass S 416/417 UL                                                                 | Connect Bus                                          | 5              |
| 241   | Gislaved-Gnosjö                                                    | Scania Citywide Suburban                                                                                  | Vårgårdabuss                                         | 6              |
| 242   | Gnosjö-Värnamo                                                     | Volvo 8900, Setra MultiClass S 416/417 UL                                                                 | Connect Bus                                          | 5              |
| 245   | Gislaved-Grimsås                                                   | Scania InterLink LD                                                                                       | Vårgårdabuss                                         | 6              |
| 246   | Gislaved-Burseryd-Broaryd                                          | Scania InterLink LD                                                                                       | Vårgårdabuss                                         | 6              |
| 247   | Smålandsstenar-Burseryd                                            | Scania InterLink LD                                                                                       | Vårgårdabuss                                         | 6              |
| 248   | Smålandsstenar-Värnamo                                             | Scania InterLink LD                                                                                       | Vårgårdabuss                                         | 6              |
| 249   | Gislaved-Anderstorp-Reftele                                        | Scania InterLink LD                                                                                       | Vårgårdabuss                                         | 6              |
| 250   | Jönköping-Ulricehamn                                               | Västtrafik Volvo 8900LE                                                                                   | Connect Bus                                          | Tillhör ej JLT |
| 254   | Gnosjö-Marieholm-Hillerstorp                                       | Volvo 8900, Setra MultiClass S 416/417 UL                                                                 | Connect Bus                                          | 5              |
| 270   | Värnamo-Rydaholm                                                   | Volvo 8900, Setra MultiClass S 416/417 UL                                                                 | Connect Bus                                          | 5              |
| 273   | Värnamo-Ljungby                                                    | Länstrafiken Kronoberg Scania InterLink II, Mercedes-Benz Intouro III                                     | Connect Bus                                          | Tillhör ej JLT |
| 275   | Värnamo-Dannäs                                                     | Volvo 8900, Setra MultiClass S 416/417 UL                                                                 | Connect Bus                                          | 5              |
| 311   | Nässjö-Malmbäck                                                    | Scania InterLink LD                                                                                       | Reinholds Buss                                       | 3              |
| 312   | Nässjö-Bodafors                                                    | Scania InterLink LD                                                                                       | Reinholds Buss                                       | 3              |
| 313   | Nässjö-Sandsjöfors                                                 | Scania InterLink LD                                                                                       | Reinholds Buss                                       | 3              |
| 314   | Nässjö-Flisby                                                      | Scania InterLink LD                                                                                       | Reinholds Buss                                       | 3              |
| 320   | Nässjö-Eksjö                                                       | Scania InterLink LD                                                                                       | Reinholds Buss                                       | 3              |
| 321   | Nässjö-Anneberg-Eksjö                                              | Scania InterLink LD                                                                                       | Reinholds Buss                                       | 3              |
| 322   | Eksjö-Vetlanda-Bäckseda                                            | Scania InterLink LD                                                                                       | Lysekils Busstrafik                                  | 4              |
| 325   | Västervik-Vimmerby-Nässjö                                          | JLT - Scania InterLink LD Kalmar Länstrafik - Setra MultiClass S 417 UL, Scania InterLink LD & Volvo 8900 | Reinholds Buss, Nilsbuss, Lysekils Busstrafik        | 3              |
| 330   | Eksjö-Mariannelund                                                 | Scania InterLink LD                                                                                       | Reinholds Buss, Lysekils Busstrafik                  | 3              |
| 335   | Vetlanda-Mariannelund                                              | Scania InterLink LD                                                                                       | Reinholds Buss                                       | 3              |
| 340   | Vetlanda-Ramkvilla                                                 | Scania InterLink LD                                                                                       | Lysekils Busstrafik                                  | 4              |
| 341   | Sävsjö-Vetlanda                                                    | Scania InterLink LD                                                                                       | Lysekils Busstrafik                                  | 4              |
| 342   | Sävsjö-Landsbro-Vetlanda                                           | Scania InterLink LD                                                                                       | Lysekils Busstrafik                                  | 4              |
| 343   | Nässjö-Stensjön-Björköby-Vetlanda                                  | Scania InterLink LD                                                                                       | Lysekils Busstrafik                                  | 3              |
| 344   | Vetlanda-Hultsfred                                                 | JLT - Scania InterLink LD Kalmar Länstrafik - Volvo 8900, Iveco Crossway                                  | Nilsbuss, Lysekils Busstrafik                        | 4              |
| 345   | Vetlanda-Nottebäck                                                 | Scania InterLink LD                                                                                       | Lysekils Busstrafik                                  | 4              |
| 352   | Vetlanda-Nye-Åseda                                                 | Scania InterLink LD                                                                                       | Lysekils Busstrafik                                  | 4              |
| 353   | Vetlanda-Nye-Virserum                                              | Scania InterLink LD                                                                                       | Lysekils Busstrafik                                  | 4              |
| 354   | Vetlanda-Skede                                                     | Scania InterLink LD                                                                                       | Lysekils Busstrafik                                  | 4              |
| 363   | Sävsjö-Lammhult                                                    | Scania InterLink LD                                                                                       | Lysekils Busstrafik                                  | 4              |
| 406   | Hjo-Brandstorp-Fagerhult                                           | Västtrafik Volvo 8500, Volvo 8900LE, Scania Citywide Suburban                                             | Nobina                                               | Tillhör ej JLT |
| 432   | Gislaved-Hyltebruk                                                 | Scania InterLink LD                                                                                       | Vårgårdabuss                                         | 6              |
| 500   | Snabbuss Jönköping Ryhov - Värnamo Sjukhus                         | Volvo 9700 DD, Volvo 8900                                                                                 | Connect Bus                                          | 5              |
| 530   | Snabbuss Nässjö-Vetlanda                                           | Scania InterLink LD                                                                                       | Reinholds Buss                                       | 3              |
| 536   | Snabbuss Jönköping - Hillerstorp - Gnosjö - Gislaved               | Scania InterLink LD                                                                                       | Vårgårdabuss                                         | 6              |
| 560   | Snabbuss Gislaved-Jönköping                                        | Scania InterLink LD                                                                                       | Vårgårdabuss                                         | 6              |
| 630   | Tranås-Österbymo                                                   | Östgötatrafiken YES-EU EU15 (Yutong E15)                                                                  | Connect Bus                                          | Tillhör ej JLT |
| 631   | Eksjö-Österbymo                                                    | Östgötatrafiken - YES-EU EU15 (Yutong E15) JLT - Scania InterLink LD                                      | Östgötatrafiken - Connect Bus JLT - Reinholds Buss   | 3              |
| 670   | Tranås-Ödeshög                                                     | Östgötatrafiken YES-EU EU15 (Yutong E15)                                                                  | Connect Bus                                          | Tillhör ej JLT |
| 873   | Snabbuss Värnamo-Ljungby                                           | Länstrafiken Kronoberg Scania InterLink II, Mercedes-Benz Intouro III                                     | Connect Bus                                          | Tillhör ej JLT |

## Biljettsystem

### Enkelbiljetter
Enkelbiljetter finns att köpa både fysiskt på buss och tåg eller digitalt via JLT:s app. Kontantbetalning är inte längre möjlig ombord bussar och tåg. Man kan betala med Swish i appen och betalkort ombord. Ingen förköpsrabatt erhålls längre vid köp i JLT:s app sedan 21 november 2022.

### Kundkassa
Resekortet är ett kontaktlöst kort som laddas med en summa pengar i förväg. Man måste meddela föraren var man skall stiga av om man skall resa inom mer än en zon.

### Periodkort
Periodkortet finns i två olika varianter, 30-dagars och 20-dagars.
30-dagarskortet gäller för obegränsat antal resor under perioden.
20-dagarskortet gäller för 20 resdygn under en 60-dagarsperiod.
Det finns även 30-dagars länskort för ungdomar till dagen de fyller 20 år, som gäller hela dygnet i 30 dagar i hela länet. Ett likadant kort går köpa för personer äldre än 65 år. Skolkort finns för ungdomar som går i skola och har minst 6000 meter (via "närmsta logiska gångväg"), dessa kort delas endast ut i samarbete med skolorna i länet.